# Тримай хвилю!
«Тримай хвилю!» (англ. Surf's Up) — американський повнометражний анімаційний фільм кіностудії Sony Pictures Animation, прем'єра якої відбулася в червні 2007 року.
В Україні фільм вперше було показано 7 червня 2007 року.

## Сюжет
У фільмі розповідається про хохлатого пінгвіна на ім'я Коді Маверік, який жив у маленькому містечку Шиверпуле, що в Антарктиці. Коди виріс без батька, уся його рідня займалася заготовкою риби. Коді була уготована та ж доля, якщо б не Великий Зі — відомий серфінгіст, відвідавший Антарктику з промо-туром. Зустріч з Великим Зі так вразила Коді, що він захопився серфінгом і весь вільний час присвячував йому. I от, одного разу містечко Коді відвідав Міккі Абромович — рекрутер відомого спортивного продюсера, видри Реджи Беллафонте, який набирає молодих, здатних серфінгістів для участі у Меморіальному Турнірі імені Великого Зі на тропічному острові Пін Гу.
На час мандрування до міста проведення змагань, Коді познайомився та подружився з приколістом Ципою Джо — півнем-диваком. Джо, як і Коді піддавався глузуванням від співвітчизників у своєму рідному краї — Великих Озерах. Незважаючи на проблеми, цей симпатичний дивак щасливий всюди, де є друзі та дошки для серфінга. На острові Коді знайомиться з прекрасною, але крутою дівчиною Лані Алікаі, яка працює рятувальником. Головний претендент на почесний трофей змагань — дев'ятикратний чемпіон Танк «Хвильоріз» Еванс. Нечистий на руку спортсмен розраховує перемогти десятий, ювілейний раз.
Між Коді і Танком відбувається сварка, після якої Коді викликає кривдника на серф-дуель. Вболівальники у захваті від сутички та вболівають за новачка. Спортивний продюсер — видра Реджи хоче нажитися на славі Коді, але марно − самоучка ганебно програє дев'ятикратному чемпіону і дістає травму.
Нова подружка Коді — Лані знайомить його зі своїм дядьком — старим ветераном серфінгу на ім'я Бзік, котрий практично рятує життя Коді виліковуючи його травму. Бзік живе у глибині острова у повній самоті. З'ява Коді зовсім не входила в плани відлюдника-Бзіка і він усіма силами намагається позбутися від незваного гостя. Але, у процесі спілкування з'ясовується, що між цими двома пінгвінами є багато спільного. Окрім того, Коді неочікувано дізнається, що Бзік і є легендарний Великий Зі, його кумир. Бзік намагається переконати Коді, що в серфінгу перемога — не головне. Головне — отримувати задоволення від того, що робиш. Тяжкі, але захоплюючі тренування не проходять даремно, i Коді поступово осягає нову філософію, знаходячи навички професіонала.
Відчувши в собі сили, Коді знову вирішується кинути виклик хвилям і Танку. Бзік намагається зупинити амбітного новачка, але марно — вони сваряться і Коді відправляється на змагання.
На змаганнях Коді проходить у фінал разом з Танком і Ципою Джо і в момент, коли перед ним постає вибір між порятунком одного і перемогою, він жертвує бажаною славою. Проте життя Коді в небезпеці — того несе на скелі і Бзік рятує йому життя, після чого виходить на люди і знову стає звичайним серфером.

## Озвучення
| Актор             | Роль                                      |
| ----------------- | ----------------------------------------- |
| Шая Лабаф         | Коді Маверік                              |
| Джефф Бріджес     | Зік «Великий Зі» Топанга                  |
| Зоуї Дешанел      | Лені Алікаї                               |
| Джон Гідер        | Ципа Джо                                  |
| Джеймс Вудс       | Реджі Белафонте                           |
| Дідріх Бадер      | Танк «Хвилеріз» Еванс                     |
| Маріо Кантоне     | Міккі Абрамович                           |
| Келлі Слейтер     | Келлі (самого себе)                       |
| Роб Мачадо        | Роб (самого себе)                         |
| Сал Масекела      | диктор (самого себе)                      |
| Брайан Посен      | Глен Маверік                              |
| Дана Белбен       | Една Маверік                              |
| Рід Бак           | Арнольд                                   |
| Різ Елов          | Кейт                                      |
| Джек Ранджо       | Смудж                                     |
| Медді Тейлор      | Іван/Глена Бадді                          |
| Боб Берген        | деякі голоси                              |
| Джоанна Е. Бредді | деякі голоси                              |
| Джилліан Боуен    | деякі голоси                              |
| Джон Ціган        | деякі голоси                              |
| Кортні Дрейпер    | деякі голоси жіночих персонажів пінгвінів |
| Білл Фармер       | деякі голоси                              |
| Енді Фішер-Прайс  | деякі голоси                              |
| Тереза Ганзел     | деякі голоси                              |
| Джесс Гарнелл     | деякі голоси                              |
| Джессі Гед        | деякі голоси                              |
| Шеррі Лінн        | деякі голоси                              |
| Денні Манн        | деякі голоси                              |
| Міккі Макгоун     | деякі голоси                              |
| Алек Медлок       | деякі голоси                              |
| Лорейн Ньюмен     | деякі голоси                              |
| Жан Ребсон        |                                           |
| Меган Сміт        | деякі голоси                              |
| Маріса Теодор     |                                           |
| Кроуфорд Вілсон   | деякі голоси                              |
| Якоб Захар        | деякі голоси                              |

## Процес виробництва
Фільм знімали протягом трьох років за участі не тільки провідних фахівців у галузі сучасної анімації, але й найкращих серфінгістів Америки, які консультували творців фільму, під яким кутом найкраще ставити дошку, як впливає вітер на швидкість і скільки повинен важити пінгвін для того, щоб втриматись на хвилі. Під час підготовки проекту до випуску автори спеціально працювали зі справжньою кригою для того, щоб максимально достовірно передати умови, у яких розгортаються події фільму.

## Саундтреки

### Music from Motion Picture
До саундтреку входять пісні різних виконавців, які пролунали в мультфільму. Всю музику можна знайти на офіційному сайті.
| #   | Назва                                  | Автор                          | Тривалість |
| --- | -------------------------------------- | ------------------------------ | ---------- |
| 1.  | «Reggae got Soul»                      | 311                            | 3:10       |
| 2.  | «Drive»                                | Incubus                        | 3:54       |
| 3.  | «Stand Tall»                           | Dirty Heads                    | 3:13       |
| 4.  | «Lose Myself»                          | Лорен Хілл                     | 4:36       |
| 5.  | «Just Say Yes»                         | Ken Andrews                    | 3:40       |
| 6.  | «Forrowest»                            | Forro in the Dark              | 4:45       |
| 7.  | «Pocket Full of Stars»                 | Nine Black Alps                | 3:32       |
| 8.  | «Into Yesterday»                       | Sugar Ray                      | 4:13       |
| 9.  | «Big Wave»                             | Pearl Jam                      | 2:59       |
| 10. | «Wipe Out»                             | Big Nose                       | 1:42       |
| 11. | «Run Home (Instrumental)»              | Priestess                      | 3:37       |
| 12. | «What I Like about You»                | The Romantics                  | 2:58       |
| 13. | «You Get what You Give»                | The New Radicals               | 4:58       |
| 14. | «Hawaiian War Chant (Ta-Hu-Wa-Hu-Wai)» | Bob Wills & His Texas Playboys | 3:14       |

Дві пісні групи Green Day,«Welcome to Paradise» і«Holiday», грають у двох епізодах мультфільму як фонова музика. Однак жодна з цих пісень на офіційному музичному альбомі не присутня. «Welcome to Paradise» була так само використана у другому промо-трейлері до фільму. У першому трейлері пісню «Get on Top» групи Red Hot Chili Peppers можна почути на задньому плані.

## Касові збори
Під час показу в Україні, що розпочався 7 червня 2007 року, протягом перших вихідних фільм зібрав $171,608 і посів 2 місце в кінопрокаті того тижня. Фільм опустився на третю сходинку українського кінопрокату наступного тижня і зібрав за ті вихідні ще $99,570. Загалом фільм в кінопрокаті України пробув 16 тижнів і зібрав $464,389, посівши 41 місце серед найбільш касових фільмів 2007 року.